# Xã Wells, Quận Bradford, Pennsylvania
Xã Wells (tiếng Anh: Wells Township) là một xã thuộc quận Bradford, tiểu bang Pennsylvania, Hoa Kỳ. Năm 2010, dân số của xã này là 814 người.